# Белик, Алексей Григорьевич
Алексе́й Григо́рьевич Бе́лик (укр. Бєлік Олексій Григорович; 15 февраля 1981, Донецк, УССР, СССР) — украинский футболист, нападающий.
Играл в высших дивизионах до 2010 года. В 2011 году был переведён в молодёжный состав днепропетровского «Днепра» до окончания контракта, который закончился вместе с окончанием сезона в мае 2011 года.
Был игроком национальной сборной Украины. Также выступал за юниорскую и молодёжную сборные.

## Биография
Воспитанник донецкой футбольной школы. Родился в Донецке в семье шахтёра. Обычно играет на позиции центрфорварда, обладает отличным чувством гола, отменной реакцией, хорошо играет головой, любит эффектную игру («ножницы», удар пяткой и тому подобное), но как классический игрок штрафной площадки, который должен обеспечивать результат, всегда готов «добить», замкнуть фланг или навес, обыграть вратаря в ситуации «один на один».

### Клубная карьера
В донецком «Шахтёре» также вынужден был довольствоваться ролью «джокера», поскольку тренер «Шахтёра» предпочитал ему Брандао или Александра Гладкого. По состоянию на декабрь 2007 года провел в чемпионате Украины 143 игры и забил 51 гол, в кубке Украины провел 32 игр и забил 11 голов. В сезоне 2002/03 получил серебряную бутсу чемпионата Украины, забив в 28 матчах 21 гол. Чемпион Украины 2002, 2005 и 2006 годов.
Отдан в бесплатную аренду в немецкий «Бохум» в январе 2008 года.
5 августа 2008 года Алексей подписал трёхлетний контракт с «Днепром». Сумма трансфера составила 5,5 млн долларов.
17 августа 2011 года Белик провёл свой первый матч в составе запорожского «Металлурга», Белик вышел на поле во втором тайме, под восьмым номером, поединка Кубка Украины против клуба «УкрАгроКом».

### Карьера в сборной
Был одним из лидеров украинской юниорской (24 игры, 15 голов) и молодёжной (27 игр, 17 голов) сборных, на молодёжном чемпионате мира 2001 года в Аргентине забил в трёх играх групповой фазы три мяча и помог сборной выйти в 1/8 финала, где она проиграла будущим полуфиналистам из Парагвая. В феврале 2002 года вызывался в расположение олимпийской сборной Украины главным тренером Анатолием Крощенко.
В начале сентября 2004 года был вызван в первую сборную страны и уже в первой игре с Казахстаном отметился голом. Свой второй мяч в официальных играх провел в ворота сборной Грузии. Всего за сборную 20 игр, 5 голов (по состоянию на июль 2011). Считался дублёром Андрея Шевченко, в основной состав выходил только в случае травмы капитана сборной. На чемпионате мира 2006 года выходил на замену в игре с Италией, отыграл последние 20 минут.

## Достижения
- Четвертьфиналист чемпионата мира: 2006
- Чемпион Украины (3): 2001/02, 2004/05, 2005/06
- Обладатель Кубка Украины (2): 2001/02, 2003/04

## Награды
- Кавалер ордена «За мужество» III степени (2006)[5].

## Статистика выступлений
Данные на 13 апреля 2013 года
| Клуб             | Сезон            | Чемпионат | Чемпионат | Кубок | Кубок | Еврокубки | Еврокубки | Суперкубок | Суперкубок | Всего | Всего |
| Клуб             | Сезон            | Игры      | Голы      | Игры  | Голы  | Игры      | Голы      | Игры       | Голы       | Игры  | Голы  |
| ---------------- | ---------------- | --------- | --------- | ----- | ----- | --------- | --------- | ---------- | ---------- | ----- | ----- |
| Шахтёр           | 1999/00          | 8         | 4         | 2     | 0     | -         | -         | -          | -          | 10    | 4     |
| Шахтёр           | 2000/01          | 11        | 2         | 3     | 2     | 11        | 2         | -          | -          | 25    | 6     |
| Шахтёр           | 2001/02          | 21        | 3         | 3     | 0     | 3         | 0         | -          | -          | 27    | 3     |
| Шахтёр           | 2002/03          | 28        | 21        | 7     | 3     | 3         | 1         | -          | -          | 38    | 25    |
| Шахтёр           | 2003/04          | 11        | 2         | 2     | 1     | 4         | 0         | -          | -          | 17    | 3     |
| Шахтёр           | 2004/05          | 19        | 5         | 5     | 1     | 2         | 0         | -          | -          | 26    | 6     |
| Шахтёр           | 2005/06          | 23        | 7         | 3     | 1     | 5         | 0         | 1          | 0          | 32    | 8     |
| Шахтёр           | 2006/07          | 21        | 7         | 4     | 3     | 4         | 0         | -          | -          | 29    | 10    |
| Шахтёр           | 2007/08          | 2         | 0         | 3     | 0     | -         | -         | -          | -          | 5     | 0     |
| Бохум            | 2008/09          | 4         | 0         | -     | -     | -         | -         | -          | -          | 4     | 0     |
| Днепр            | 2008/09          | 18        | 4         | 2     | 2     | -         | -         | -          | -          | 20    | 6     |
| Днепр            | 2009/10          | 7         | 0         | 2     | 0     | -         | -         | -          | -          | 9     | 0     |
| Днепр            | 2010/11          | -         | -         | -     | -     | -         | -         | -          | -          | -     | -     |
| Металлург (3)    | 2011/12          | 16        | 13        | 2     | 0     | -         | -         | -          | -          | 18    | 14    |
| Металлург (3)    | 2012/13          | 8         | 0         | -     | -     | -         | -         | -          | -          | 8     | 0     |
| Всего за Шахтёр  | Всего за Шахтёр  | 144       | 51        | 32    | 11    | 32        | 3         | 1          | 0          | 209   | 65    |
| Всего за карьеру | Всего за карьеру | 197       | 68        | 38    | 13    | 32        | 3         | 1          | 0          | 268   | 85    |